# Drevlians

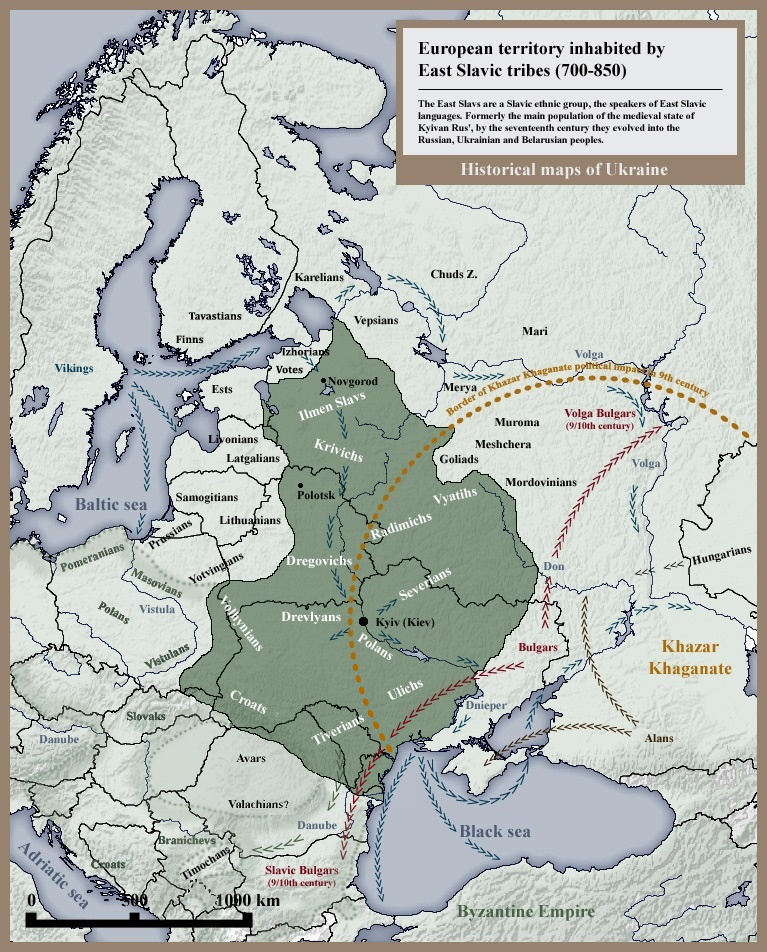
Territoris d'Europa habitats pels eslaus orientals en els segles i.

Els drevlians formant part de l'Principat de Kíev en els segles i.

Els drevlians van ser un poble  eslau oriental que va existir entre els segles vi i x.
El nom prové de l'eslau  Drevo / древо  o  derevo / дерево , significant "fusta" i també "arbre", ja que vivien habitualment entre els boscos.
Néstor el Cronista (1056-1114) va esmentar que els eslaus establerts en camps oberts, se'ls deia   Polyani , i aquells en àrees forestals  Drevlyani .
Van habitar els territoris de Polèsia i de  Ucraïna del marge dret (bàsicament, els territoris compresos entre els rius Dnièster i Dniéper i, a la banda nord, el riu Prípiat). Per l'oest, els territoris dels drevlians arribaven al  riu Sluch, on vivien els volinis (habitants de Volínia) i els buzhans. Cap al nord, els veïns dels drevlians eren els  dregovichí.
La capital dels drevlians era Iskorosten (avui  Korosten), on les restes arqueològiques són encara visibles. A fins del primer mil·lenni, els drevlians vivien de l'agricultura i de l'artesanat.
L'any 946, van passar a formar part de la Rus de Kíev durant el govern d'Olga de Kíev.

## Història

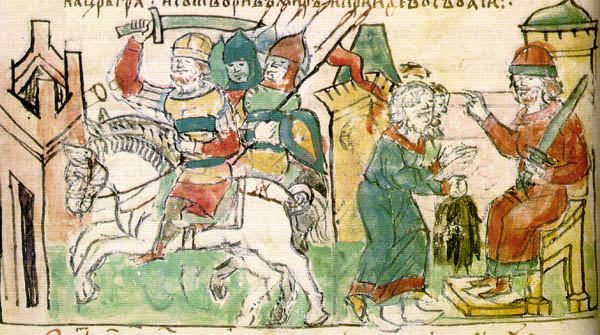
Ígor de Kíev pren els tributs dels drevlians. Imatge del Còdex de Radziwiłł de la Crònica Primària.

Els Drevlians inicialment es van oposar ferventment a la Rus de Kiev. Segons diverses cròniques, en els temps de Kyi, Schek i Khoriv (suposadament, els fundadors de Kíev) els Drevlians tenien el seu propi domini principesc i sovint estaven en guerra amb els Polyani. El 883, el príncep Oleg de Nóvgorod va fer que els Drevlians fessin tribut a Kíev. El 907, els drevlians van participar en la campanya militar de la Rus de Kíev contra l'Imperi Romà d'Orient.

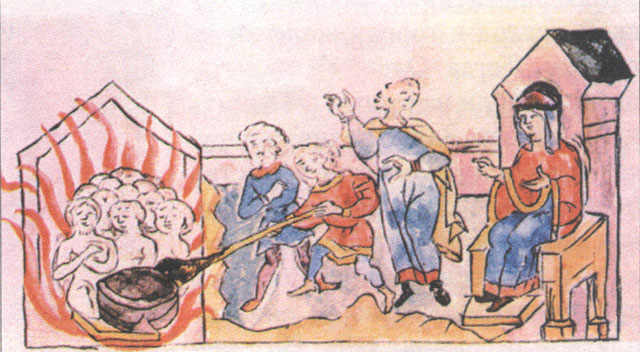
La venjança d'Olga per l'assassinat del seu marit.

Després de la mort d'Oleg el 912, els Drevlians van deixar de pagar-ne un tribut. El senyor de la guerra vareg Sveneld els va fer retre homenatge. El successor d'Oleg, Igor, va intentar cobrar l'homenatge després de Sveneld, però els drevlians es van revoltar i el van matar el 945. La vídua d'Igor  Olga va venjar la mort del seu marit d'una manera extremadament dura, matant l'ambaixador drevlià i tots els seus nobles, cremant la capital d'Iskorosten i arrasant altres ciutats. Després d'haver subjugat els drevlians, Olga va annexar els seus territoris al rus de Kiev amb capital a Vruchiy.
L'última menció contemporània dels drevlians es va produir en una crònica de 1136, quan el Gran Príncep Yaropolk Vladimirovich de Kíev va donar les seves terres a l'Església dels Delmes.

## Arqueologia
Els drevlians han deixat moltes empremtes arqueològiques, assentaments agrícoles, restes de cases (arquitectura subterrània), túmuls, poblacions fortificades (com Ovroutch), les traces d'un assentament a Gorodsk a prop de Malyn, que era la suposada residència del príncep dels drevlians.
La capital dels drevlians va ser Iskorosten (avui Korosten), on encara es veuen les traces arqueològiques. Després de la seva conquesta pels varegs, la ciutat va ser cremada i la capital trasllada a Ovroutch. Cap al final del primer mil·lenni, els drevlians vivien de l'agricultura i l'artesania.

## En la literatura

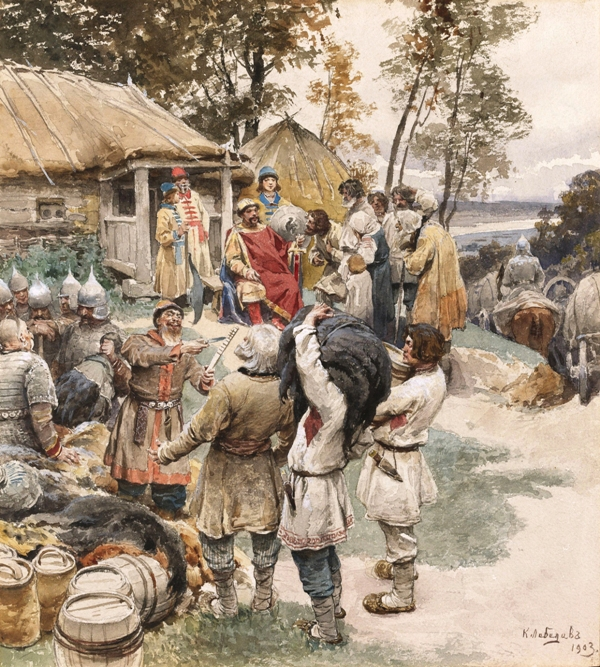
Igor de Kíev pren els tributs dels drevlians, de Klavdiy Lebedev (1852-1916).

Els drevlians figuren en obres dedicades a  Kniaz Ihor i  Kniahynia Olha, entre altres:
- Leopold von Sacher-Masoch  Noces sagnants a Kíev ,[7] 1866;
- Petro Haivoronsky´s  The Combine Kniahynia's ,[7] 2015